# Passage du Nord-Ouest

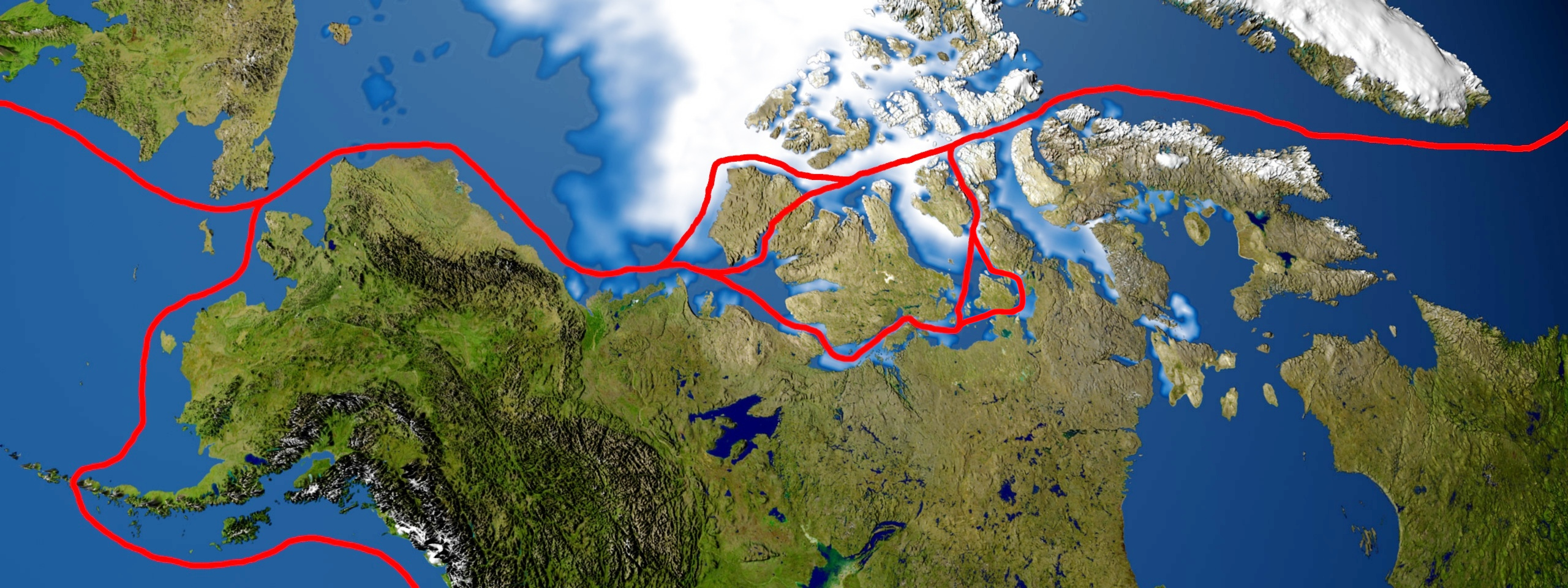
Les routes les plus fréquentées du passage du Nord-Ouest à travers l'archipel canadien.

Le passage du Nord-Ouest (ou les passages du Nord-Ouest) est un espace maritime bordier de l'océan Arctique incluant dans ses eaux le détroit de Davis. Il offre plusieurs routes maritimes, dont la plus courte est de 1 400 km, permettant de relier l'océan Pacifique à l'océan Atlantique en passant par la mer de Béring (dont le détroit de Béring), la mer des Tchouktches, la mer de Beaufort puis entre les îles de l'archipel Arctique (dans le Nord canadien), dans les eaux territoriales et la zone économique exclusive du Canada, avant de longer les côtes occidentales du Groenland (Danemark).
Situé entre le détroit de Davis au sud-est, la baie de Baffin à l'est-sud-est, la mer de Lincoln au nord-est, la mer de Beaufort à l'ouest-sud-ouest et l'océan Arctique au nord, ce passage, généralement pris par les glaces, n'est aujourd'hui praticable que pendant le court été arctique. Mais le réchauffement climatique offre des perspectives telles que la souveraineté sur ces eaux est devenue un sujet de contestation. Le gouvernement canadien considère en effet les chenaux de ce passage comme des eaux intérieures, ce que d'autres pays comme les États-Unis contestent, les considérant comme un très long détroit international, statut qui implique le libre passage des navires marchands.
Sur le plan historique, l'exploration de ces régions, commencée peu après le premier voyage de Christophe Colomb (1492), a d'abord été liée à la recherche d'une voie maritime reliant l'Europe à l'Asie (d'où le nom de « passage du Nord-Ouest », en contraste avec le passage du Nord-Est), en plus des voies du cap de Bonne-Espérance (1498), du détroit de Magellan (1520) et du passage de Drake (1616)

## Géographie
L'Organisation hydrographique internationale définit les limites des passages du Nord-Ouest de façon très précise :
- À l'ouest : Depuis Lands End (76° 22′ 44″ N, 122° 41′ 37″ O), le long de la côte sud-ouest de l'île du Prince-Patrick, jusqu'à Griffiths Point (76° 05′ 23″ N, 123° 01′ 44″ O), de là une ligne jusqu'au cap Prince-Alfred (74° 20′ 38″ N, 124° 46′ 11″ O), l'extrémité nord-ouest de l'île Banks, puis le long de la côte ouest jusqu'au cap Kellett (71° 58′ 19″ N, 126° 00′ 16″ O), la pointe sud-ouest de cette île, et de là une ligne jusqu'au cap Bathurst (70° 34′ 42″ N, 128° 04′ 21″ O), sur la terre ferme.
- Au nord-ouest : L’océan Arctique entre Lands End, sur l’île du Prince-Patrick et le cap Columbia (83° 07′ 02″ N, 69° 57′ 04″ O), sur l'île d'Ellesmere.
- Au nord-est : La côte de l’île d'Ellesmere entre le cap Columbia et le cap Sheridan (82° 28′ 19″ N, 61° 30′ 18″ O) , la limite septentrionale de la baie de Baffin.
- À l’est : La côte est de l’île d'Ellesmere entre le cap Sheridan et le cap Norton Shaw (76° 26′ 57″ N, 78° 27′ 28″ O) de là à travers mer jusqu’à la pointe Phillips (76° 05′ 42″ N, 78° 48′ 07″ O), sur l’île Coburg, à travers cette île jusqu’à la péninsule Marina (75° 50′ 23″ N, 78° 54′ 33″ O) , puis jusqu’au cap Fitz Roy (75° 32′ 20″ N, 79° 56′ 44″ O), sur l’île Devon, ensuite le long de la côte est jusqu’au cap Sherard (74° 35′ 58″ N, 80° 13′ 20″ O) et à travers mer jusqu’au cap Liverpool, sur l'île Bylot, (73° 39′ 55″ N, 78° 06′ 02″ O) le long de la côte est de cette île jusqu’au cap Graham Moore (72° 52′ 02″ N, 76° 03′ 49″ O, sa pointe sud-est, et de là à travers mer jusqu'au cap Macculloch (72° 29′ 27″ N, 75° 09′ 02″ O) et le long de la côte est de l’île de Baffin jusqu’à East Bluff, son extrémité sud-est, et de là la limite orientale du détroit d’Hudson.
- Au sud : une ligne depuis East Bluff, l'extrémité sud-est de l'île de Baffin (61° 52′ 36″ N, 65° 57′ 15″ O), à la pointe Meridian (61° 47′ 01″ N, 65° 56′ 18″ O), l'extrémité occidentale des îles Lower Savage, puis le long de la côte jusqu'à l'extrémité sud-ouest de l'archipel, et de là une ligne à travers mer jusqu'à l'extrémité occidentale de l'île de la Résolution, ensuite le long de ses rivages sud-ouest jusqu'à Hatton Headland (61° 18′ 57″ N, 64° 45′ 49″ O), sa pointe sud, et de là une ligne jusqu'au cap Chidley, au Nunavut (60° 23′ 44″ N, 64° 25′ 35″ O). De là, la terre ferme entre le cap Chidley et la pointe Nuvuk (îles Nuvuk, 62° 21′ 13″ N, 78° 06′ 38″ O) ; ensuite une ligne depuis cette pointe jusqu'à la pointe Leyson (63° 27′ 08″ N, 80° 56′ 08″ O), l'extrémité sud-est de l'île Southampton, le long des rivages méridionaux et occidentaux de l'île Southampton jusqu'à son extrémité septentrionale, et de là une ligne rejoignant Beach Point (66° 01′ 57″ N, 85° 57′ 34″ O). Enfin, la terre ferme jusqu'au cap Bathurst (70° 34′ 42″ N, 28° 04′ 21″ O).

## La recherche de routes maritimes de l'Europe à l'Asie à partir duXVesiècle
À la fin du Moyen Âge, les Européens de l'Ouest sont à la recherche de routes maritimes permettant de relier l'Europe à l'Asie en évitant de passer par les États musulmans du Proche-Orient. Les Portugais explorent la côte d'Afrique à partir de 1420 et font une percée décisive en 1498, avec la découverte du cap de Bonne-Espérance par Vasco de Gama, qui atteint Calicut dans la foulée.
La tentative de Christophe Colomb en 1492 est un échec, puisqu'il découvre des terres qui apparaissent très vite comme un obstacle entre l'Europe et l'Asie. Désormais, le contournement de l'Amérique devient un enjeu important.
La seconde percée décisive est faite en 1519 par Magellan, qui découvre un passage au sud de l'Amérique, le détroit de Magellan.
Cependant, dès 1497, le navigateur vénitien Jean Cabot émet l'hypothèse d'un passage vers l'Asie en passant au nord du nouveau continent, donc du point de vue des Européens, un passage du Nord-Ouest. Après le voyage de Magellan, apparaît une variante, celle d'un passage traversant l'Amérique du Nord, dont les dimensions ne sont pas du tout connues.
Pendant près de trois cents ans, de nombreux explorateurs vont en vain chercher un passage du Nord-Ouest, au prix de pertes humaines et de naufrages, mais en permettant de mieux connaître le monde arctique américain. La recherche d'un passage du Nord-Est, par le cap Nord et la Nouvelle-Zemble, a aussi été tentée, avec le même résultat jusqu'au XXe siècle.
C'est le Norvégien Roald Amundsen qui est le premier à réussir le franchissement du passage du Nord-Ouest entre 1903 et 1906.

## Premières tentatives duXVIesiècleauXVIIIesiècle

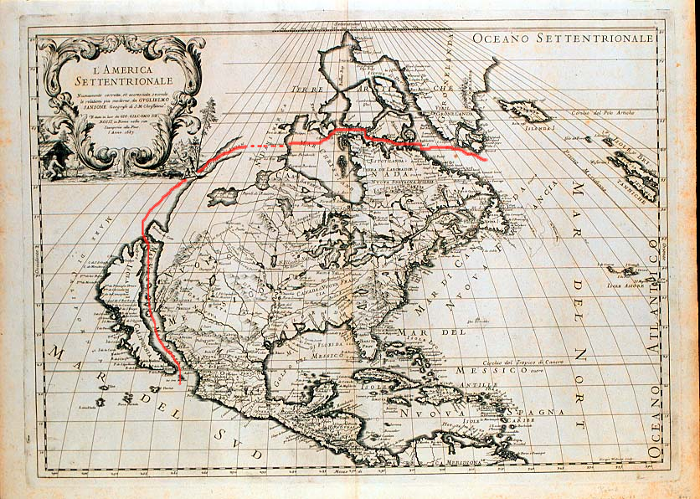
Route supposée du détroit d'Anián.

### L'exploration du golfe de Basse-Californie (1539) et le mythe du détroit d'Anian
À la suite de la conquête du Mexique, Hernán Cortés commissionne en 1539 Francisco de Ulloa pour naviguer le long de la péninsule de Basse-Californie sur la côte Ouest d'Amérique.
Ulloa conclut que le golfe de Californie est la partie méridionale d'un grand détroit, reliant le Pacifique au golfe du Saint-Laurent. Ce voyage perpétue la notion d'une île de Californie et marque le début de la recherche du « détroit d'Anian ». Ce nom, utilisé par les Espagnols pour désigner le passage du Nord-Ouest, vient probablement d'« Ania », nom d'une province de Chine mentionnée dans l'édition de 1559 du livre de Marco Polo.
Il apparaît pour la première fois sur une carte de l'Italien Giacomo Gastaldi vers 1562. Cinq ans plus tard, Bolognini Zaltieri dessine une carte montrant un étroit et arrondi détroit d'Anian séparant l'Asie de l'Amérique.
En 1592, Juan de Fuca affirme avoir découvert le détroit d'Anian menant au Passage. Ce détroit grandit dans l'imaginaire européen comme une voie maritime facile, reliant l'Europe à la résidence du Grand Khan à Cathay (Chine du Nord). Ce détroit, que l'on situe à la latitude de San Diego, conduit à nommer « Anians » les habitants de cette région.

### Voyages à partir de l'Atlantique Nord: de Cabot (1497) à Ellis (1747)

#### Premières explorations (1497-1535)
La première tentative confirmée pour découvrir le passage du Nord-Ouest est le voyage de Giovanni Cabot (1450-1498) en 1497, envoyé par Henri VII d'Angleterre. Cabot a probablement atteint la région de Terre-Neuve en 1497.
En 1524, Giovanni da Verrazzano découvre l'estuaire du fleuve Hudson pour le compte de la France, mais cela reste sans suite. En 1534, Jacques Cartier explore l'estuaire du Saint-Laurent et initie la colonie de Nouvelle-France. Il se rend compte rapidement que le Saint-Laurent n'est pas le début d'un détroit vers l'océan Pacifique.

#### Les explorations anglaises (1576-1631)
De 1576 à 1578, Martin Frobisher entreprend trois voyages vers l'Arctique canadien pour trouver le passage. Il découvre notamment la baie de Frobisher. En juillet 1583, Sir Humphrey Gilbert, second de Frobisher et auteur d'un traité sur le passage, proclame le rattachement de Terre-Neuve à la couronne d'Angleterre. Le 8 août 1585, l'explorateur anglais John Davis pénètre dans la baie Cumberland (Île de Baffin).
En 1609, Henry Hudson, alors au service de la Compagnie néerlandaise des Indes occidentales, remonte l'Hudson à la recherche du passage. En 1610, revenu au service de l'Angleterre, il explore l'Arctique canadien et atteint la baie d'Hudson où il meurt l'année suivante à la suite de la mutinerie de son équipage, qui refuse de poursuivre la recherche du passage.
En 1631, Luke Fox, grâce au financement d'Edward Sackville, comte de Dorset, fait le tour de la baie d'Hudson, constatant qu'elle n'est qu'une très grande baie. Le 24 septembre, il atteint le cap Dorset.

#### Expédition de Henry Ellis (1746-1747)

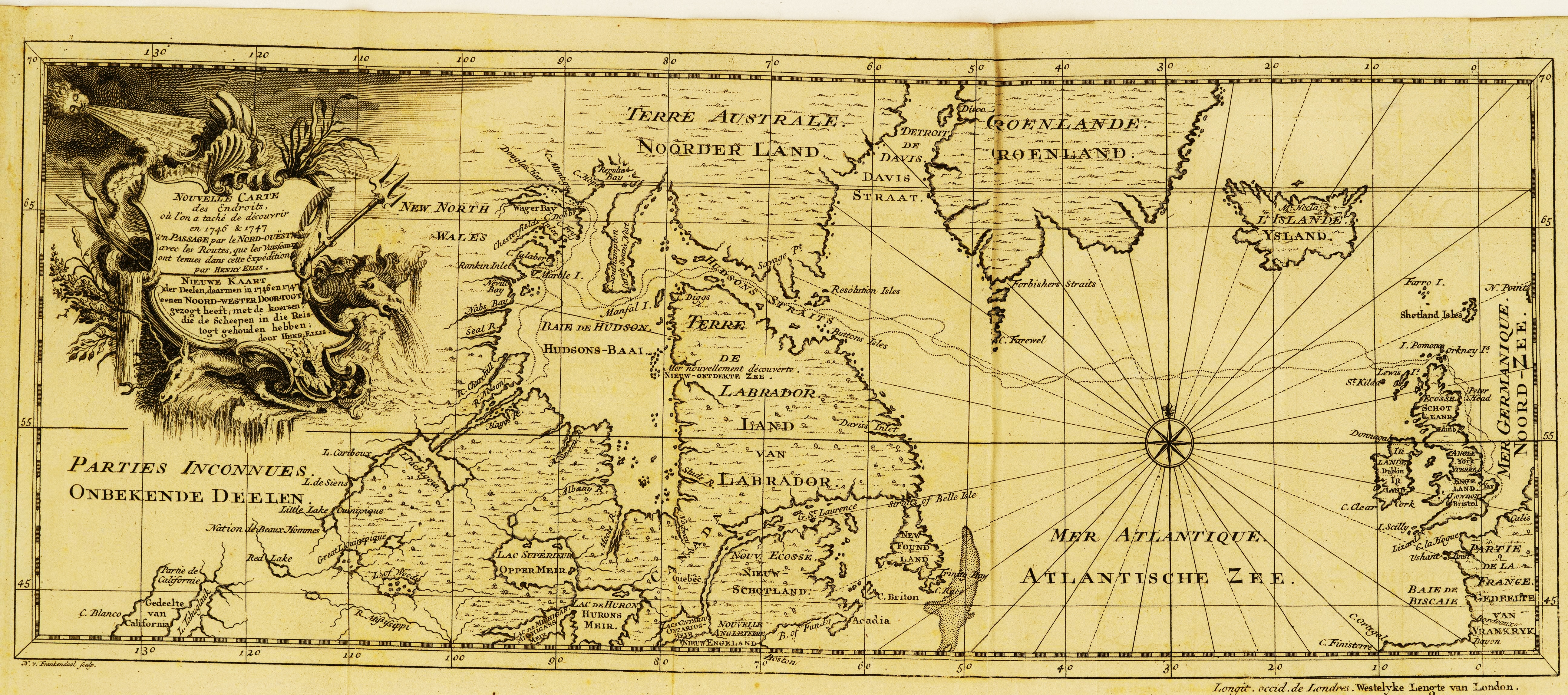
Voyage à la baye de Hudson, fait en 1746 et 1747.

De nombreuses expéditions sont entreprises entre 1740 et 1745 dont celles de Christopher Middleton et William Moor.
Henry Ellis, né en Irlande, fait partie d'une expédition pour la découverte du passage du Nord-Ouest qui part en mai 1746.
Il navigue le long des côtes du Groenland, où il échange des marchandises avec des Inuits (8 juillet 1746). Il traverse la ville de Fort Nelson et passe l'été sur la rivière Hayes[réf. nécessaire]. Il renouvelle ses efforts en juin 1747, sans succès, avant de rentrer en Angleterre.
Il publie le récit de ses voyages dans un ouvrage nommé Voyage à la Baie d'Hudson en 1746, pour découvrir un Passage du Nord-ouest et publie en 1750 Considérations à propos du Passage du Nord-Ouest.

### Voyages à partir du Pacifique Nord
Même si la plupart des tentatives pour trouver le passage du Nord-Ouest (d'où son nom) partaient d'Europe ou de la côte est de l'Amérique et espéraient franchir le passage d'est en ouest, quelques progrès dans l'exploration furent aussi réalisés par l'ouest. En 1728 Vitus Béring, un officier danois servant la marine impériale russe, emprunta le détroit découvert par Simon Dejnev en 1648 (bien que découvert après, il en fut crédité et le détroit nommé détroit de Béring), confirmant que la Russie et l'Amérique du Nord étaient des continents séparés. Plus tard en 1741 avec le lieutenant Alexei Tchirikov, il partit à la recherche de terres au-delà de la Sibérie. Alors que leurs navires étaient séparés, Tchirikov découvrit plusieurs des îles Aléoutiennes tandis que Béring cartographiait la région de l'Alaska avant que son navire, avec un équipage ravagé par le scorbut, ne fasse naufrage au large du Kamtchatka.
En 1762, le navire anglais de commerce Octavius se risqua dans un passage vers l'ouest mais fut pris dans les glaces. En 1775, le baleinier Herald trouva l'Octavius à la dérive près du Groenland avec des corps de l'équipage gelés sous le pont. L'Octavius aurait peut-être été le premier navire à franchir le passage. Mais le fait que le navire n'ait été retrouvé que treize ans plus tard, sans équipage en vie, pose un sérieux doute sur la véracité de cette aventure.

### Les voyages de Cook et de Vancouver

Passage du Nord-Ouest.

En 1776 le capitaine James Cook fut dépêché par l'Amirauté britannique au titre de l'Acte de 1745, étendu en 1775, promettant 20 000 livres de récompense à qui découvrirait le passage. Initialement, l'Amirauté souhaitait confier l'expédition à Charles Clerke, avec Cook, en retraite après ses exploits dans le Pacifique, comme conseiller. Cependant Cook avait été sur les traces des expéditions de Béring et grâce à son expérience fut finalement choisi pour diriger l'expédition avec Clerke pour l'accompagner sur un autre navire.
Après avoir navigué au travers du Pacifique, une nouvelle tentative de passage par l'est commença à Nootka Sound en avril 1777 et se dirigea vers le nord, en longeant la côte, cartographiant les terres aperçues et cherchant les régions où les Russes avaient navigué quarante ans plus tôt. Les ordres de l'Amirauté étaient d'ignorer tous baies, fleuves ou chenal côtiers jusqu'à ce qu'ils aient atteints la latitude de 65° N. Cook, cependant, échoua et ne fit aucun progrès dans la découverte du passage du Nord-Ouest.
Plusieurs officiers de l'expédition dont William Bligh, George Vancouver et John Gore pensaient que l'existence d'une route était « improbable ». Avant d'atteindre la latitude de 65° N, ils ne trouvèrent que la côte les poussant toujours plus au nord, mais Gore convainquit Cook d'entrer et de naviguer dans le Cook Inlet dans l'espoir de trouver une route. Ils continuèrent aux limites de la péninsule de l'Alaska et le début de l'archipel des îles Aléoutiennes. Bien qu'ayant atteint 70° N, ils ne rencontrèrent rien d'autre que des icebergs. Ils abandonnèrent alors leur recherche, maudissant les Russes pour leurs « dernières prétendues découvertes » et estimant que l'existence d'un passage n'était qu'une fantaisie géographique.
En 1791-1795, l'expédition de George Vancouver, qui avait accompagné Cook quelques années auparavant, inspecta en détail tous les passages sur la côte Nord-Ouest et confirma qu'il n'existait pas de tel passage au sud du détroit de Béring. Cette conclusion fut supportée par les preuves d'Alexander Mackenzie, qui explora l'Arctique et l'Océan Pacifique en 1793.

## AuXIXesiècle
Dans la première moitié du XIXe siècle, des portions du passage du Nord-Ouest ont été explorées séparément par différentes expéditions maritimes (dont celle de John Ross, William Edward Parry, James Clark Ross) ou terrestres (John Franklin, George Back, Peter Warren Dease, Thomas Simpson et John Rae). En 1825, Frederick William Beechey explora la côte nord de l'Alaska, découvrant Point Barrow.

### L'expédition de John Franklin
En 1845 une expédition de deux navires bien équipés conduite par John Franklin navigua vers l'Arctique canadien pour cartographier les parties encore inconnues du passage du Nord-Ouest.
Le secret était de rigueur car moins de cinq cents kilomètres de la côte arctique restaient à explorer. Mais l'expédition n'est pas revenue et un certain nombre d'expéditions de secours sont parties à sa recherche pour dresser une carte finale d'un passage possible. Des traces de l'expédition de Franklin ont été trouvées dont des récits qui indiquaient que les bateaux avaient été pris par les glaces en 1846 près de l'île du Roi-Guillaume qui est située au milieu du passage. Franklin lui-même est mort en 1847 et le reste de l'équipage en 1848, après avoir abandonné les bateaux et avoir essayé de s'échapper par la terre en traîneau. La famine et le scorbut ont été les principales causes des décès ainsi que l'empoisonnement dû à l'ingestion de conserves souillées par la soudure au plomb utilisée pour les fermer. Cet empoisonnement a provoqué la folie et la mort de marins déjà affaiblis et désorientés. En 1981, le docteur Owen Beattie, anthropologue de l'Université d'Alberta, retrouve des traces de l'expédition et mène d'autres investigations, en examinant les tissus et les os des corps momifiés de trois marins, exhumés à partir du permafrost de l'île Beechey. Des tests en laboratoire indiquent des concentrations élevées de plomb dans chacun des trois corps.

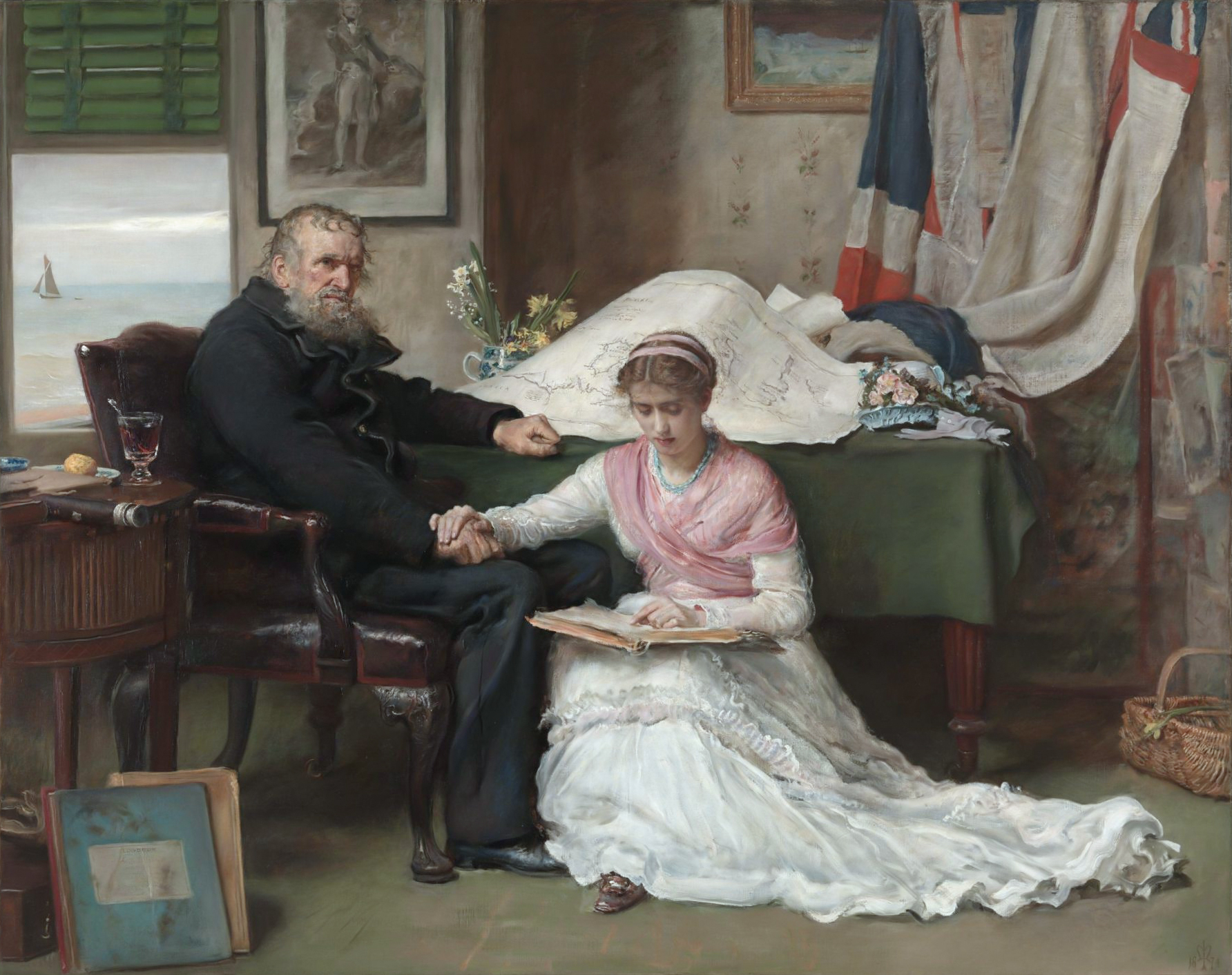
Le passage du Nord-Ouest (1874), toile de John Everett Millais représentant la frustration ressentie par les Britanniques après l'échec de l'expédition Franklin.

### L'expédition de McClure
En 1848, l'Amirauté britannique décide de rechercher l'expédition Franklin et arme le HMS Investigator commandé par le capitaine Robert McClure qui le premier, avec un de ses lieutenants, Samuel Gurney Cresswell, réussit la traversée du Passage du Nord-Ouest d'ouest en est entre 1850 et 1854 pour partie en bateau et pour partie en traîneau.
Le bateau de McClure est prisonnier de la glace pendant trois hivers près de l'île Banks, à l'extrémité occidentale du bras de mer de Viscount Melville. Finalement McClure et son équipage, mourant de faim, sont trouvés par des hommes partis en traîneau d'un des bateaux de l'expédition de Sir Edward Belcher et retournent avec eux sur les bateaux de Belcher qui avaient pénétré dans le bras de mer par l'est.
En 2010, les archéologues de Parcs Canada localisent les restes du HMS Investigator dans la baie Mercy, au large du parc national du Canada Aulavik ainsi que les sépultures de trois membres d'équipage et une cache d'équipements laissée par McClure.

### L'expédition d'Amundsen
Le passage du Nord-Ouest ne fut pas franchi par mer avant 1906, lorsque l'explorateur norvégien Roald Amundsen, qui était parti juste à temps pour échapper à ses créanciers cherchant à arrêter l'expédition, termina un périple de trois ans avec le bateau de pêche Gjøa. À la fin de son voyage, il entra dans la ville d'Eagle en Alaska et adressa un télégramme annonçant son succès. Sa route maritime n'était pas praticable d'un point de vue commercial ; certains passages étaient très peu profonds.

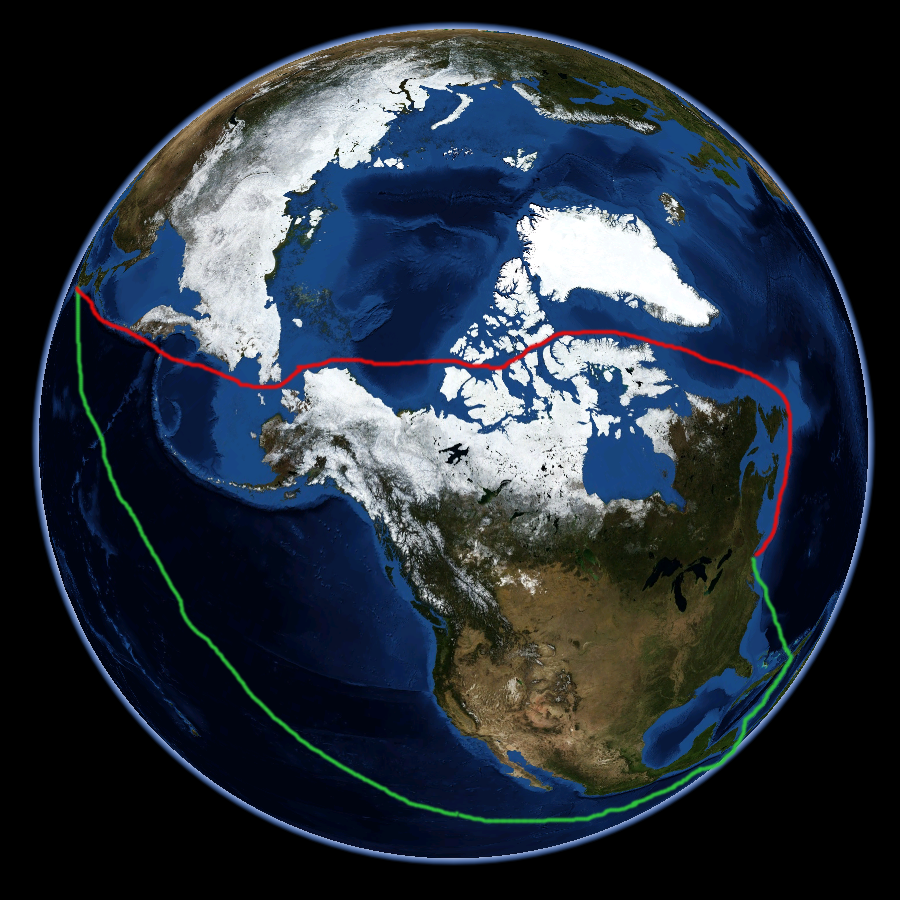
L'avantage du passage du Nord-Ouest : New York-Tokyo par le canal de Panama, 18200 kilomètres, par le passage du Nord-Ouest 14000 kilomètres. Le trajet dessiné en rouge représente l'option nord avec un passage au nord-est de l'île de Baffin, et au nord de l'île Somerset et de l'île Victoria.

## AuXXesiècleet auXXIesiècle
| Années            | Navigateurs | Navires                                 | Traversées | Pays                        |
| ----------------- | --- | --------------------------------------- | --- | --------------------------- |
| 1903-1906         | Roald Amundsen | Gjøa (21 mètres)                        | Première traversée complète d'est en ouest | Norvège                     |
| 1940-1942-1944    | Henry Larsen et son équipage Inuit | St. Roch (27 mètres)                    | Première traversée complète d'ouest en est suivie d'une traversée d'est en ouest (aller-retour)                                                                                  | Canada                      |
| 1977 (une saison) | Willy de Roos | Williwaw (ketch de 13 mètres, en acier) | Première traversée en solitaire d'est en ouest | Belgique                    |
| 1976-1978         | Réal Bouvier | J. E. Bernier II (cotre 11 mètres)      | Traversée d'est en ouest | Canada                      |
| 1979-1982         | Kenichi Horie | Mermaid (15 mètres)                     | Traversée d'est en ouest | Japon                       |
| 1982-1988         | Wojciech Jacobson et Ludomir Maczka | Vagabond’eux (12,80 m)                  | 1ère navigation par un voilier du PNO d’ouest en est, expédition scientifique menée par Janusz et Joëlle Kurbiel sur les ridges (arêtes de pression) et le magnétisme terrestre. | France                      |
| 1983-1988         | John R. Bockstoce | Belvedere (18 mètres)                   | Exploration de l'Arctique et passage d'ouest en est | É.-U.                       |
| 1988-1989         | R. Thomas | Northanger (18 mètres)                  | Traversée d'est en ouest | Angleterre                  |
| 1990              | C. Steede | Asma (13 mètres)                        | Traversée d'est en ouest avec l'aide d'un brise-glace | Allemagne                   |
| 1993              | Arved Fuchs | Dagmar Aaen (27 mètres)                 | Traversée d'est en ouest | Allemagne                   |
| 1995              | Winston Bushnell | Dove III (8 mètres)                     | Traversée d'ouest en est | Canada                      |
| 1995              | Mladen Sutej | Croatian Tern (18 mètres)               | Traversée d'est en ouest | Croatie                     |
| 1999              | Olivier Pitras | Ocean Search (12,50 mètres)             | Traversée d'ouest en est | France                      |
| 2001              | Jarlath Cunnane | Northabout (15 mètres)                  | Traversée d'est en ouest | Irlande                     |
| 2001-2002         | Michelle Demai et Sabrina Thiery | Nuage (13 mètres)                       | Traversée d'ouest en est première féminine | France                      |
| 2002              | Nikolay Litau et cinq équipiers : Arcady Gershuni, Yury Zavrazhny, Victor Gomza, Alexey Semionov, Dmitry Zuz'kov                                          | Apostol Andrey (17 mètres)              | Traversée d'ouest en est | Russie                      |
| 2002              | Mario Cyr (premier maître), Guy Gaudin (capitaine), Germain Tremblay (lieutenant et pilote des glaces), Stéphan Guy (capitaine), Sylvain Brault (skipper) | Sedna IV (51 mètres)                    | Traversée d'est en ouest | Canada                      |
| 2003              | Eric Brossier, Christophe Dietsch, Christine Orofino, France Pinczon du Sel                                                                               | Vagabond                                | Traversée d'est en ouest, clôturant la première circumnavigation arctique. | France                      |
| 2007              | Sébastien Roubinet et trois équipiers en relais : Anne-Lise Vacher-Morazzani, Éric André et Boris Teisserenc                                              | Babouche                                | Traversée d'ouest en est à la voile pure (première) | France                      |
| 2008              | Thierry Fabing et quatre équipiers : Maud Cousin, Fred Deprun, Laurent Caderon, Alan Peyaud                                                               | Baloum Gwen (15 mètres)                 | Traversée d'est en ouest | France                      |
| 2008              | Olivier Pitras et Laurent Ceresoli | Southern Star (23 mètres)               | Traversée d'est en ouest | France                      |
| 2009              | Thierry Fabing et quatre équipiers : Arielle Corre, Aline Pénitot, Gilles Durand, Patrick Reader                                                          | Baloum Gwen (15 mètres)                 | Traversée d'ouest en est (retour) | France                      |
| 2009              | Cameron Dueck et trois équipiers : Hanns Bergmann, Tobias Neuberger, Drew Fellman                                                                         | Silent Sound (12 mètres)                | Traversée d'ouest en est | Canada                      |
| 2009              | Mark Schrader et équipiers | Ocean Watch (19 mètres)                 | Traversée d'ouest en est | USA                         |
| 2009              | Kevin Oliver et Tony Lancashire | Arctic Mariner (5,20 mètres)            | Trajet partiel d'ouest en est d'Inuvik à Gjoa Haven | UK                          |
| 2009              | Philippe Poupon, Géraldine Danon et leurs enfants | Fleur Australe (19 mètres)              | Traversée d'est en ouest | France                      |
| 2009              | Charles Hedrich | Glory of The Sea                        | Passage du Nord-Ouest à la voile avec montée sur Resolute Bay en solo | France                      |
| 2010              | Bronisław Radliński | Solanus                                 | Traversée d'est en ouest | Pologne                     |
| 2010              | Børge Ousland, Thorleif Thorleifsson | The Northern Passage                    | Traversée d'ouest en est. Première navigation circumarctique (passage Nord-Ouest et Nord-Est) en une saison.                                                                     | Norvège                     |
| 2011              | Marc Decrey, Sylvie Cohen | Chamade (12 mètres)                     | Traversée d'est en ouest. 147e bateau à franchir le passage. | Suisse                      |
| 2012              | Janusz Kurbiel, Joëlle Kurbiel, Daniel Kurbiel, Maria Olech, Tomasz Kosinski.                                                                             | Marguerite 1 (16m)                      | D'est en Ouest. Expédition scientifique sur les lichens et mousses arctiques en tant que bioindicateurs du changement climatique.                                                | France[source insuffisante] |
| 2013              | Yves German et Sylvain Martineau | Libellule (14,30 mètres)                | Traversée d'est en ouest. Premier passage en catamaran (Salina 48 de série) | Suisse                      |
| 2015              | Emmanuel Wattecamps-Etienne | La Chimère( 9,99 mètres)                | Traversée d'est en ouest. Naufrage dans le Pacifique nord. | France                      |
| 2016              | Michael Kilchoer, David Giovannini, Alexandre Giovannini                                                                                                  | Bonavalette(10.50)                      | Traversée d'est en ouest. Dufour 35. Mesures de micro plastiques. Premiers Fribourgeois                                                                                          | Suisse                      |
| 2016              | Guirec Soudée, Monique la poule | Yvinec (11,80 mètres)                   | Traversée d'est en ouest. Première poule à traverser le passage du Nord-Ouest.                                                                                                   | France                      |
| 2016              | Eric Abadie et trois équipiers : Philippe Delavenay, Anne Le Goaziou, Morgan Galand-Jones                                                                 | Manevaï (14,30 mètres)                  | Traversée d'est en ouest | France                      |
| 2016              | Erwan Le Lann, Eric Loizeau | Maewan IV                               | Traversée d'est en ouest | France                      |
| 2017              | Emmanuelle Périé-Bardout (skipper) | WHY (19,50 mètres)                      | Traversée d'est en ouest | France                      |
| 2017              | Yvan Bourgnon | Ma Louloutte (6,30 mètres)              | Traversée d'ouest en est (Défi Bimedia). | Suisse                      |
| 2019              | Vincent Moeyersoms, Olivier Moeyersoms, Jean Englebert[réf. souhaitée]                                                                                    | Alioth (16,80 mètres)                   | Traversée d'est en ouest | Belgique                    |
| 2019              | Robin Kislig et Amanda Landon | Morgane (10,25 mètres)                  | Traversee d'est en ouest | Belgique                    |
| 2022              | Andrew Cassels, Pedro Duisberg, Marc Houlmann, Guillaume Tacchini                                                                                         | Draco (12 mètres)                       | Traversée d'est en ouest | Suisse                      |

## Les problèmes de souveraineté sur l'espace maritime du Nord-Ouest
En 2007, le passage du Nord-Ouest devient temporairement praticable, ce qui pose des problèmes au Canada qui doit affirmer sa souveraineté sur ses îles du nord. C'est également un important enjeu économique puisque le passage du Nord-Ouest raccourcit de 4 000 kilomètres le trajet maritime actuel entre l'Europe et l'Extrême-Orient qui emprunte le canal de Suez. Par exemple, le trajet maritime Rotterdam-Tokyo est long de 15 900 kilomètres par le passage du Nord-Ouest, 14 100 kilomètres par le passage du Nord-Est, 21 100 kilomètres par le canal de Suez, 23 300 kilomètres par le canal de Panama.
En 1969, les États-Unis, préoccupés par l'évacuation du pétrole récemment découvert en Alaska (mer de Beaufort), décident de tester le passage du Nord-Ouest en envoyant symboliquement le pétrolier Manhattan forcer les détroits. Ce fut une réussite maritime et la reprise d'un contentieux avec le Canada qui considère le passage comme faisant partie de ses eaux intérieures. Alors qu'il n'y passe aucun bateau en 1982, trois bateaux empruntent cette voie en 1983, 30 en 2012, 22 en 2013.
Au milieu des années 1980, le USCGC Polar Sea, un brise-glace de la Garde côtière des États-Unis, recrée l'incident diplomatique. Faute de moyens pour l'intercepter, le premier ministre canadien Brian Mulroney est alors forcé de lui donner symboliquement la permission. Ceci conduit à l'annonce sans lendemain de la création d'une flotte de brise-glaces plus performants pour la Garde côtière canadienne afin de patrouiller le passage. En 1987, le Canada envisage même l'acquisition de sous-marins nucléaires (classe Rubis français ou classe Trafalgar britannique) pour assurer ce contrôle. Ce projet est sans lendemain.

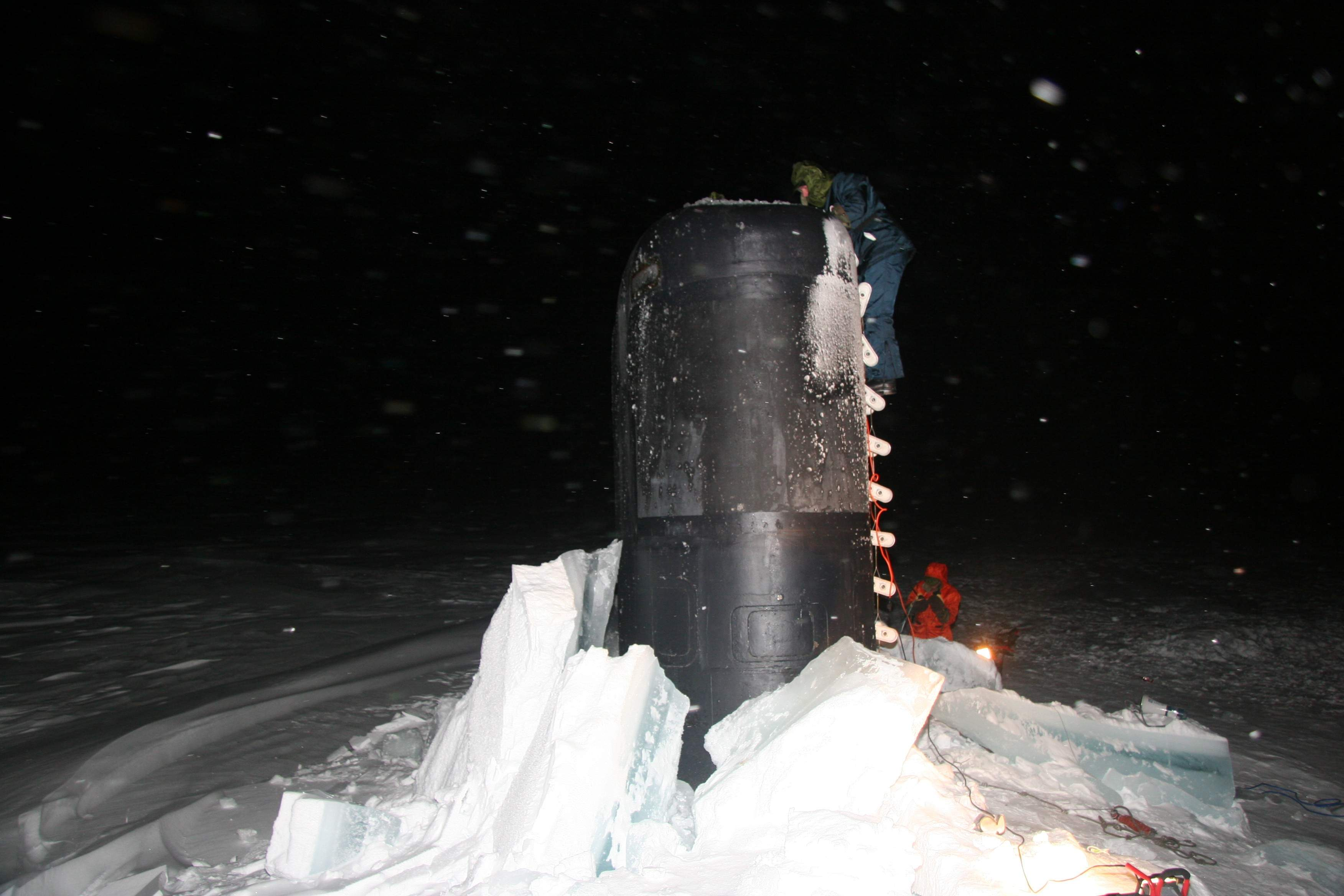
En 2005, le sous-marin fait surface au pôle Nord.

Un nouvel incident survient fin 2005, lorsqu'il est annoncé que des sous-marins nucléaires des États-Unis ont franchi le passage sans l'accord du Canada. Ceci est à nouveau ressenti comme un outrage par le Canada. Ces allégations de franchissement sont confirmées avec la publication par la marine américaine de photos du sous-marin USS Charlotte faisant surface au pôle Nord, ce qui indique que ce sous-marin a probablement emprunté le passage du Nord-Ouest.
Dans sa première conférence de presse après l'élection fédérale de 2006, le premier ministre canadien Stephen Harper dénonçait une affirmation antérieure de l'ambassadeur américain selon laquelle les eaux arctiques seraient internationales. Stephen Harper souligne alors l'intention du gouvernement canadien de renforcer sa souveraineté sur le passage et déclare, le 9 avril 2006, que l'armée canadienne considérerait désormais le passage du Nord-Ouest comme faisant partie des eaux intérieures canadiennes.
Le 10 août 2007, Stephen Harper annonce la création d'un port en eaux profondes à Nanisivik, située au nord de l'île de Baffin, pour des besoins de ravitaillement comme d'amarrage, ainsi qu'une présence militaire renforcée. Il s'agit de réaffirmer la légitimité du Canada sur l'Arctique. En 2014, le projet est réduit à un poste de ravitaillement dont la date de mise en service était fixée à 2017, mais à cause de la pandémie de Covid-19 et d'une augmentation des coûts d’implantation, la date est repoussée à 2022. En 2023 le projet semble au point mort.

## Voir aussi

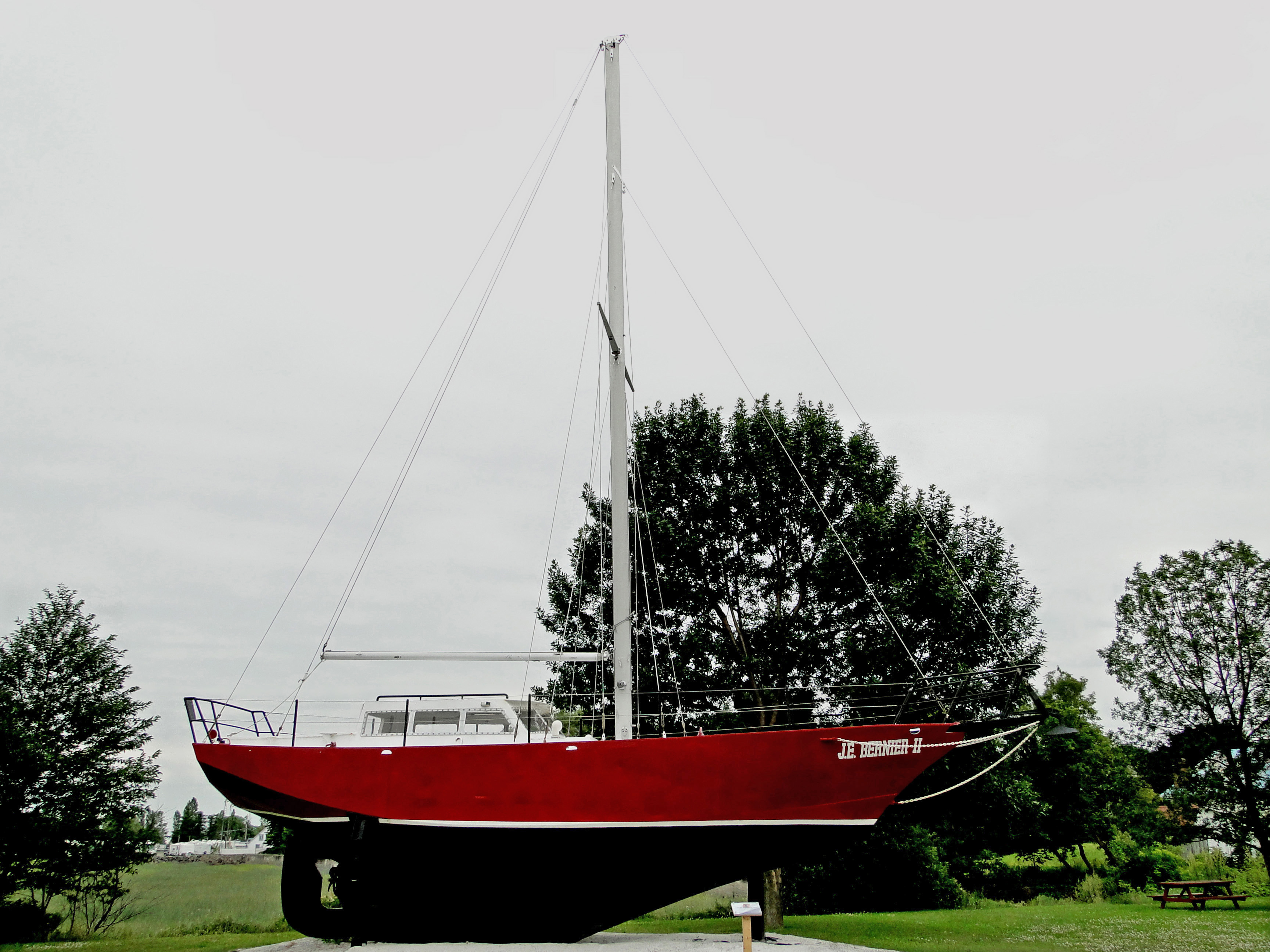
Le J.E. Bernier II au Musée maritime du Québec, L'Islet, Canada